# Laguna de Castillos
La Laguna de Castillos es una laguna de Uruguay ubicada en el departamento de Rocha, 15 kilómetros al sur de la ciudad de Castillos, y a 50 kilómetros al noreste de la capital departamental. Integra un extenso sistema de lagunas de la costa atlántica del Cono Sur. Desde 1976 la laguna es parte de la Reserva de Biosfera Bañados del Este del programa El hombre y la biosfera de UNESCO. Es además parte del sitio Ramsar Bañados del Este desde 1981.
Ha sido denominada como Área Importante para la Conservación de Aves (IBA por sus siglas en inglés), por su importancia ornitológica.
Se encuentra en estudio para incluir a la laguna y sus ecosistemas adyacentes al Sistema Nacional de Áreas Protegidas (SNAP), de todas maneras la zona se encuentra bajo el amparo del decreto 266 de 1966 que la declaró Refugio de Fauna.

## Características
La laguna tiene un área de 80 km², siendo su profundidad máxima de 5 metros, y la media de 1 metro, y contando con una cuenta hidrográfica de 925 km². Sus afluentes son los arroyos Castillos, de Chafalote, de las Piedritas, y del Consejo; y se conecta con el océano Atlántico a través del arroyo Valizas. Este arroyo preta área costero-marina posee una gran heterogeneidad de ambientes naturales, que incluye playas arenosas, puntas rocosas, dunas, bosque nativo costero, pequeños humedales, ambientes oceánicos e islas.
Muchos de estos ecosistemas son prioritarios para el SNAP, dada su distribución restringida en el territorio uruguayo (ecosistemas raros). El componente más destacado --por su singularidad-- es el sistema dunar de Cabo Polonio, que constituye el remanente más extenso de una faja arenosa que se extendía antiguamente a lo largo de nuestra costa. Es una de las pocas áreas de dunas móviles de la región, que llegan a superar los 20 metros de altura.
El parque nacional Cabo Polonio albergasenta un régimen de apertura y cerrado de su barra arenosa en su desembocadura. La apertura de esta barra permite periódicamente el ingreso de agua de mar a la laguna, lo que produce cambios en la salinidad y transparencia de sus aguas, permitiendo el desarrollo de una amplia diversidad biológica. Esta laguna se diferencia de otras lagunas costeras de Uruguay, por esta conexión al océano Atlántico, por esto se la clasifica como Laguna costera salobre-salada, presentando un grado de salinidad que disminuye desde la boca del arroyo hacia el noroeste.
La zona de la laguna cuenta además con diferentes humedales, y junto a ella se encuentra el mayor bosque de ombúes de la región del Plata, así como agrupaciones de palmares. Alrededor de la laguna se presenta una formación vegetal compuesta exclusivamente por totoras (Schoenoplectus californicus), que pueden alcanzar hasta los 2 metros de altura. Adyacente a ésta se destaca la presencia de vegetación flotante, sumergida y emergente formando los “pajonales” donde se aprecian Panicum prionitis, Schoenoplectus giganteus y la espadaña (Zizaniopsis bonariensis); se aprecian también los “Totorales” (Typha domingensis y Typha latifolia);  “Caraguatales” (Eryngium pandanifolium) y los “Hunquillares” (Juncus acutus). En cuanto a la avifauna, se registran 256 especies, algunas de las cuales están amenazadas a nivel mundial como el dragón y la viudita blanca grande. Otras especies de la zona son flamenco austral, cigüeña, cisne de cuello negro, ñandú, garza mora, chajá, águila, halcón caracolero, entre otros. En cuanto a los mamíferos, habitan la zona los zorros, zorrillos, comadreja, gato montés, carpincho, nutria, entre otros. Entre los peces se destacan las cinolebias.